# Julius Korngold

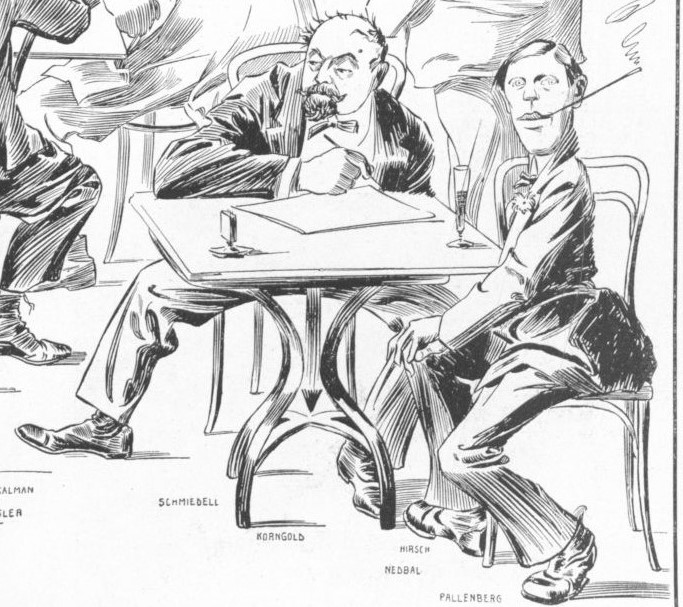
Zygmunt Skwirczyński: Julius Korngold (links, 1911)

Julius Leopold Korngold (zusammen mit seinem Sohn Erich Wolfgang Korngold auch unter dem Pseudonym Paul Schott; geboren 24. Dezember 1860 in Brünn, Kaisertum Österreich; gestorben 25. September 1945 in Los Angeles) war ein österreichischer Musikkritiker, Pianist und Anwalt.

## Leben
Julius Korngold wurde als älterer Sohn eines jüdischen Kaufmanns geboren (der jüngere war Eduard Korngold, Theaterschauspieler und Schriftsteller, 1863–1939). Von 1881 bis 1887 studierte er Rechtswissenschaften an der Universität Wien und promovierte dort zum Doktor der Rechte (Dr. jur.). Daneben studierte er am Konservatorium der Gesellschaft der Musikfreunde unter Franz Krenn und Anton Bruckner Musiktheorie und Harmonielehre.
Nach seiner Rückkehr nach Brünn absolvierte Korngold sein Rechtspraktikum. Gleichzeitig arbeitete er als Musikkritiker beim Tagesboten in Brünn.
Aus seiner Ehe mit Josefine Witrofski gingen zwei Söhne hervor, der Musiker Hans Robert Korngold (1892–1965) und der Pianist, Komponist und Dirigent Erich Wolfgang Korngold (1897–1957). Während er den älteren Sohn weitgehend ignorierte, förderte Julius Korngold die hohe musikalische Begabung seines jüngeren Sohnes und veröffentlichte gemeinsame Werke unter dem Pseudonym Paul Schott.
1901 ließ sich die Familie wieder in Wien nieder. 1902 wurde er auf Johannes Brahms’ Empfehlung an die Neue Freie Presse berufen, der er zuerst als Redakteur des Feuilletons, ab 1904 bis 1934 als Musikreferent angehörte.
Nach dem Anschluss Österreichs an das Deutsche Reich flüchtete die Familie in die USA, wohin Erich Wolfgang Korngold bereits 1936 emigriert war.
Im Jahr 1955 wurde in Wien-Penzing (14. Bezirk) die Korngoldgasse nach ihm benannt.

## Eigenständige Werke
Libretti
- mit Leo Feld: Der Ring des Polykrates. Heitere Oper in einem Akt, frei nach dem gleichnamigen Lustspiel des Heinrich Teweles. Musik: Erich Wolfgang Korngold. Schott, Mainz/Leipzig [1915], Uraufführung 1916.
- mit Erich Wolfgang Korngold: Die tote Stadt (unter dem gemeinsamen Pseudonym Paul Schott). Oper in drei Bildern. Opus 12. Frei nach G[eorges] Rodenbach »Das Trugbild« (»Bruges la morte«). Musik von Erich Wolfgang Korngold. Schott’s Söhne, Mainz 1920, Textbuch. Uraufführung: Hamburg und Köln, am 4. Dezember 1920.

Kritik, Essays, Erinnerungen
- Deutsches Opernschaffen der Gegenwart. Kritische Aufsätze. Leonhardt, Leipzig/Wien 1921.
- Die romanische Oper der Gegenwart. Kritische Aufsätze. Rikola, Wien / Leipzig / München 1922.
- Das Rosé-Quartett. Fünfzig Jahre Kammermusik in Wien. Sämtliche Programme vom 1. Quartett am 22. Januar 1883 bis April 1932. Mit einem Vorwort von Dr. Julius Korngold. Arnold Rosé gewidmet, von Verehrern seiner Kunst. Wien: Pago, 1932.
- Atonale Götzendämmerung. Kritische Beiträge zur Geschichte der Neumusik-ismen. Doblinger, Wien 1937.
- Die Korngolds in Wien. Der Musikkritiker und das Wunderkind. Aufzeichnungen von Julius Korngold. (= Edition Musik und Theater). M & T Verlag, Zürich/St. Gallen 1991, ISBN 3-7265-6022-X.